# 川村惇

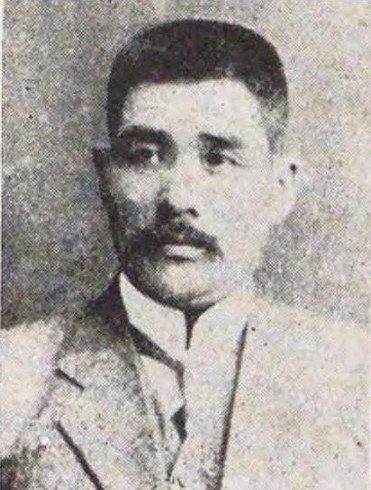
川村惇

川村 惇（かわむら じゅん、文久元年12月3日（1862年1月2日） - 昭和5年（1930年）4月11日）は、ジャーナリスト、政治家、教育者。子に川村貴一。

## 経歴
常陸国（現・茨城県）出身。明治16年（1883年）慶應義塾を卒業後、富山県師範学校校長兼任女子師範学校校長。明治19年（1886年）の教員集団辞職事件により辞任。
1898年（明治31年）に行われた第5回衆議院議員総選挙に茨城県郡部選出で当選し、憲政会所属（3回当選）。また、『静岡大務新聞』主筆を経て、玄洋社の機関紙『福陵新報』の創刊に携わり初代主筆に就任し、のちに『朝野新聞』主筆兼社長となる。ほか、台湾鉄道常務委員、帝国活動写真株式会社取締役となる。